# Kostel Navštívení Panny Marie (Jednov)
Kostel Navštívení Panny Marie v Suchdole - místní části Jednově je významnou barokní památkou na střední Moravě, který je chráněn jako kulturní památka České republiky. Je farním kostelem římskokatolické farnosti Suchdol u Prostějova.

## Historie
U pramene nedaleko obce Suchdol, který byl považován za uzdravující, byla nejprve umístěna dřevěná socha Bolestné Panny Marie, pak vznikla malá kaplička. Poté, co se stala vyhledávaným cílem poutníků, rozhodl majitel suchdolského panství, klášter klarisek v Olomouci o vybudování nového svatostánku: nejprve kaple, která by potom sloužila jako presbytář většího kostela. Stavba kaple byla zahájena roku 1763 a dokončena roku 1765. V roce 1782 však byl klášter zrušen, a tak k dobudování kostela došlo až v letech 1807-1810, kdy také vznikla fara. Kostel byl přestavován ještě na začátku 20. století, v roce 1911 byla přistavěna věž.